# Killswitch Engage (album 2009)
Killswitch Engage – piąty studyjny album amerykańskiej grupy metalcore'owej Killswitch Engage, wydany 30 czerwca 2009 nakładem Roadrunner Records. Jest to drugi album tego zespołu wydany pod tą samą nazwą.
Album zadebiutował na siódmej pozycji na liście Billboard 200, sprzedając się w pierwszym tygodniu w nakładzie 58,000 kopii. Album uzyskał status złotej płyty.
Według Adama Dutkiewicza powtórne zatytułowanie albumu nazwą zespołu (tak nazwano debiutancki album) wynikało z lenistwa.

## Lista utworów
1. „Never Again” – 3:11
2. „Starting Over” – 3:53
3. „The Forgotten” – 3:20
4. „Reckoning” – 2:43
5. „The Return” – 4:30
6. „A Light in a Darkened World” – 2:53
7. „Take Me Away” – 2:47
8. „I Would Do Anything” – 3:24
9. „Save Me” – 3:48
10. „Lost” – 3:47
11. „This Is Goodbye” – 4:18

Edycja specjalna albumu
12. „In A Dead World” - 4:14
13. „Rose of Sharyn [Live]” - 3:48
14. „My Curse [Live]” - 4:26
15. „Holy Diver [Live]” - 5:07

## Twórcy
Skład zespołu
- Howard Jones – śpiew, teksty utworów
- Adam Dutkiewicz – perkusja, gitara, śpiew w tle, fortepian, inżynier, fotografie, miksowanie
- Joel Stroetzel – gitara
- Mike D'Antonio – gitara basowa, projekt okładki
- Justin Foley – perkusja

Inni
- Ted Jensen – mastering, miksowanie
- Brendan O’Brien – produkcja muzyczna